# Prêtres du Sacré-Cœur de Jésus (de Saint-Quentin)
Les Prêtres du Sacré-Cœur de Jésus (de Saint-Quentin) ou Dehoniens (Congregatio Sacerdotum a sacro Corde Jesu) forment une congrégation cléricale fondée en 1878 à Saint-Quentin (Aisne) par le chanoine français Léon Dehon (14 mars 1843 - 12 août 1925), proclamé vénérable par Jean-Paul II, ordonné prêtre le 19 décembre 1868. Leur abréviation initiale est S.C.I., et ils font de l'apostolat social et de l'enseignement.

## Historique
L'institut est fondé le 13 juillet 1878 après avoir reçu le consentement de l'évêque de Soissons, Odon Thibaudier. Il obtient son decretum laudis en 1888 et il est reconnu par le Saint-Siège, le 4 juillet 1906 pendant une période probatoire. L'approbation définitive a lieu le 5 décembre 1923.

## Répartition mondiale

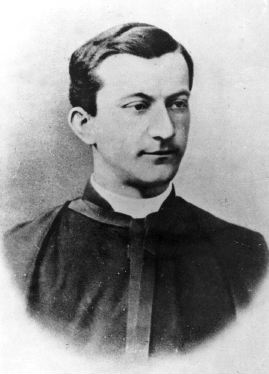
Le chanoine Dehon, fondateur de la congrégation.

Ces religieux, appelés « Dehoniens », étaient au nombre de 2 321 (dont 1 610 prêtres) en 2005, répartis en 411 maisons dans trente-six pays: en Europe (Albanie, Allemagne, Autriche, Belgique, Biélorussie, Croatie, Espagne, Finlande, France, Irlande, Italie, Luxembourg, Moldavie, Pays-Bas, Pologne, Portugal, Royaume-Uni, Slovaquie, Suisse, Ukraine), Amériques (Argentine, Brésil, Canada, Chili, Équateur, États-Unis, Mexique, Uruguay, Venezuela), en Afrique (Cameroun, Congo, Madagascar, Mozambique, Union sud-africaine) et en Asie (Inde, Indonésie, Philippines).
La maison généralice se trouve à Rome, où la congrégation est dirigée jusqu'en avril 2018 par le Père Heiner Wilmer, de nationalité allemande, avec son conseil général. Nommé évêque de Hildesheim, il démissionne de sa charge. Le Père Carlos Luis Suarez, de nationalité espagnole, lui succède le 20 juillet 2018.

### Europe

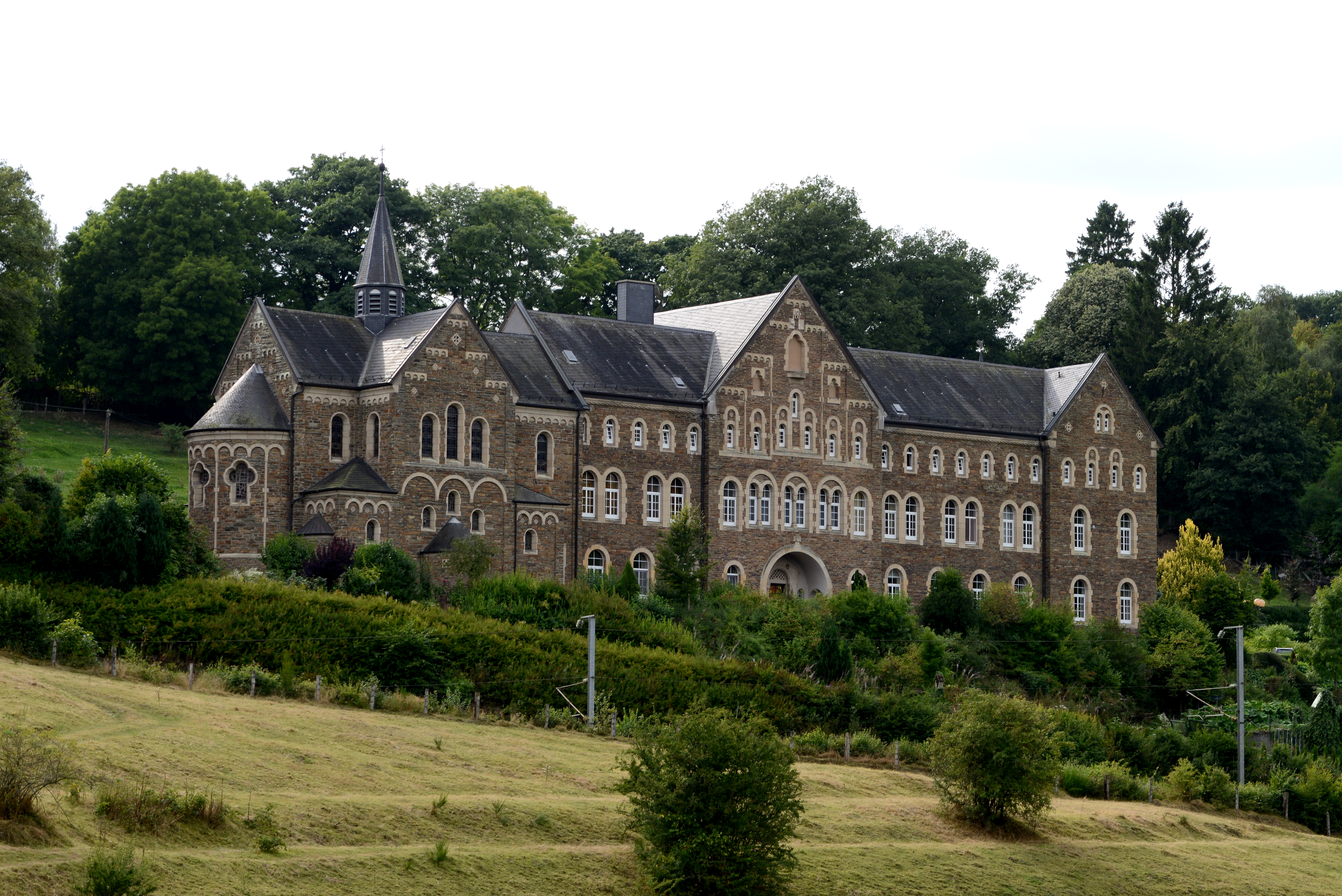
Couvent de Cinqfontaines appartenant à la congrégation au Luxembourg.

Le provincial de la Province d'Europe francophone de la congrégation est depuis septembre 2020 le Père Joseph Famerée, 64 ans, membre de la communauté de Bruxelles et professeur de théologie à l’université catholique de Louvain-la-Neuve. Spécialiste du Concile Vatican II, le Père Famerée a publié de nombreux livres et articles spécialisés, surtout dans les domaines de l’ecclésiologie et de l’œcuménisme. Son provincialat se trouve à Paris, 19 rue Saint-Maur, maison qui est devenue récemment le scolasticat de la Province francophone d'Europe du Sacré-Cœur, avec un espace d'accueil pour des étudiants universitaires. La Province francophone d'Europe est présente en Belgique à Bruxelles et à Clairefontaine (ancien collège devenu centre spirituel et siège des Éditions SCJ Clairefontaine, publiant en allemand ou en français la revue Heimat und Mission (fondée en 1927) et une collection des œuvres spirituelles du Père Léon Dehon, dirigée par le P. Jean-Jacques Flammang) et dans le diocèse de Namur, en France, à Mougins (maison de retraite de la congrégation), dans le diocèse de Metz, à Paris, à Massy, à Lacanche (diocèse de Dijon), à Saint-Quentin, lieu historique de la congrégation qui y anime la paroisse Saint-Martin (où se trouve la tombe du Père Dehon), et à La Capelle, lieu de naissance du Père Dehon (diocèse de Soissons), et enfin au Luxembourg (Couvent de Cinqfontaines). 
L'ancienne Province de France s'est fortement impliquée à partir des années 1970-1980 dans le mouvement des prêtres ouvriers et dans le dialogue syndical. Aujourd'hui la Province francophone, comme certaines d'Europe occidentale, fait face à un vieillissement très rapide de ses effectifs et au tarissement des vocations religieuses qui posent la question de son avenir. Elle s'ouvre donc à l'accueil de confrères venus d'autres Provinces. Elle a fermé tous ses établissements d'enseignement secondaire. Elle s'oriente aussi dans la formation de laïcs à la spiritualité du Sacré-Cœur, dans une optique renouvelée. Récemment, elle a intégré des vocations de la communauté vietnamienne.
La Province néerlandophone, longtemps véritable vivier missionnaire, ne donne plus aucune vocation depuis des décennies et ne comprend plus que des confrères à la retraite et doit donc disparaître prochainement. La Province d'Allemagne comprend encore une soixantaine de membres. Elle garde un lycée réputé, le Leoninum en Basse-Saxe, et de nombreuses œuvres sociales cogérées avec des laïcs. Les Portugais et les Polonais sont présents dans de nombreuses missions. Les Espagnols et les Italiens ont encore des bases solides. Les nouveaux pays d'Europe de l'Est démarrent leurs activités.

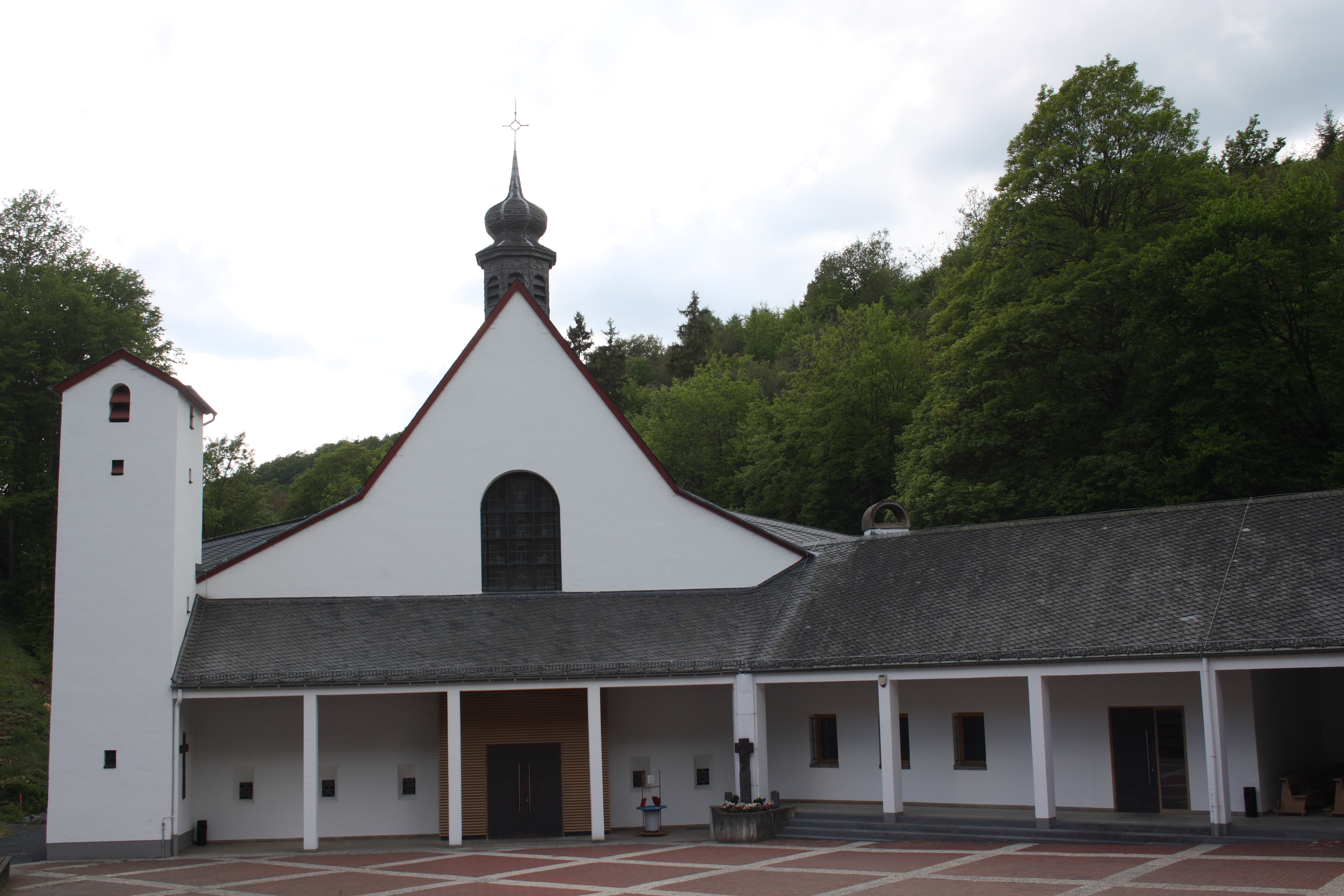
Couvent de Maria Martental en Allemagne.
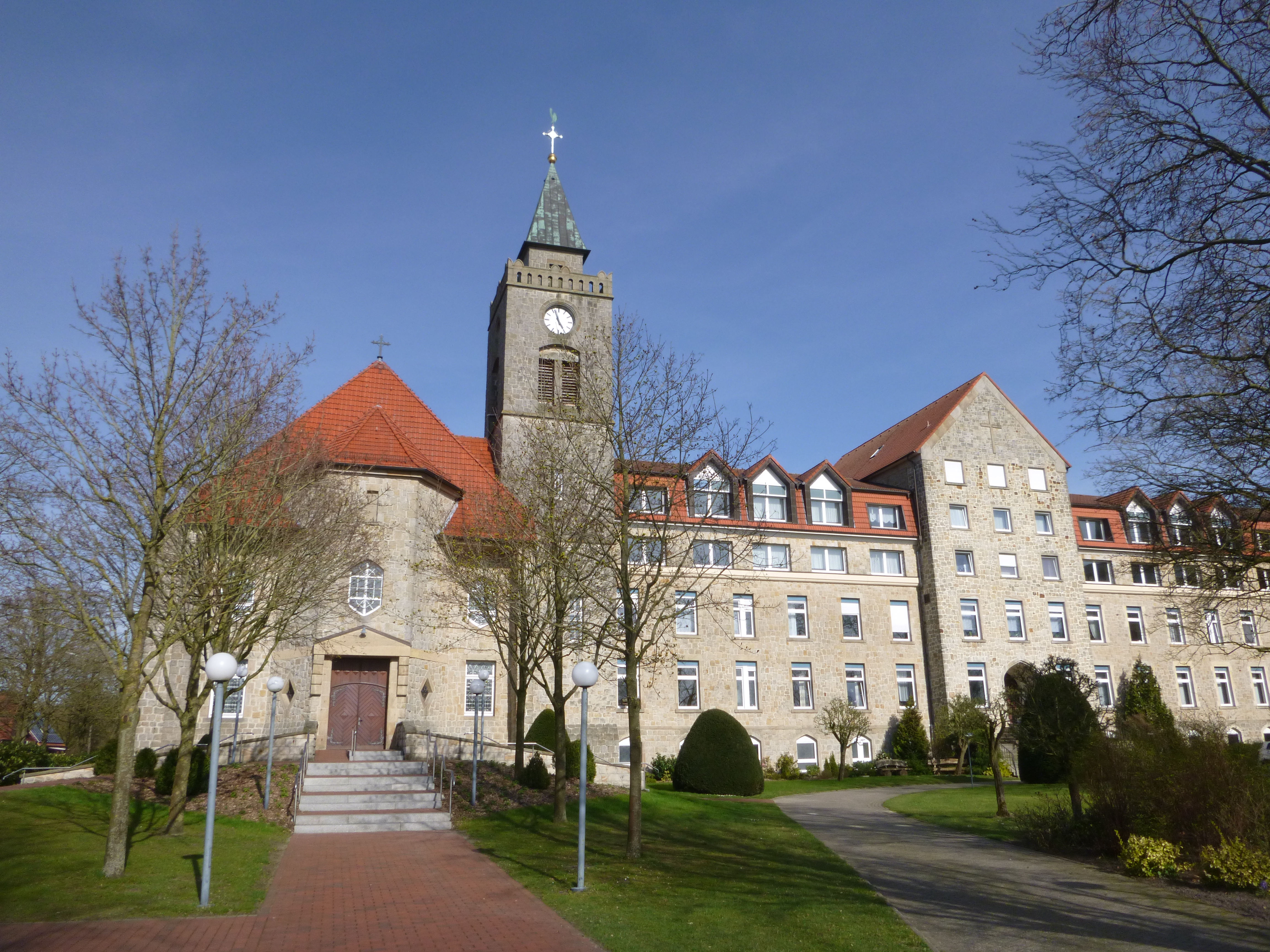
Vue du Leoninum en Allemagne.
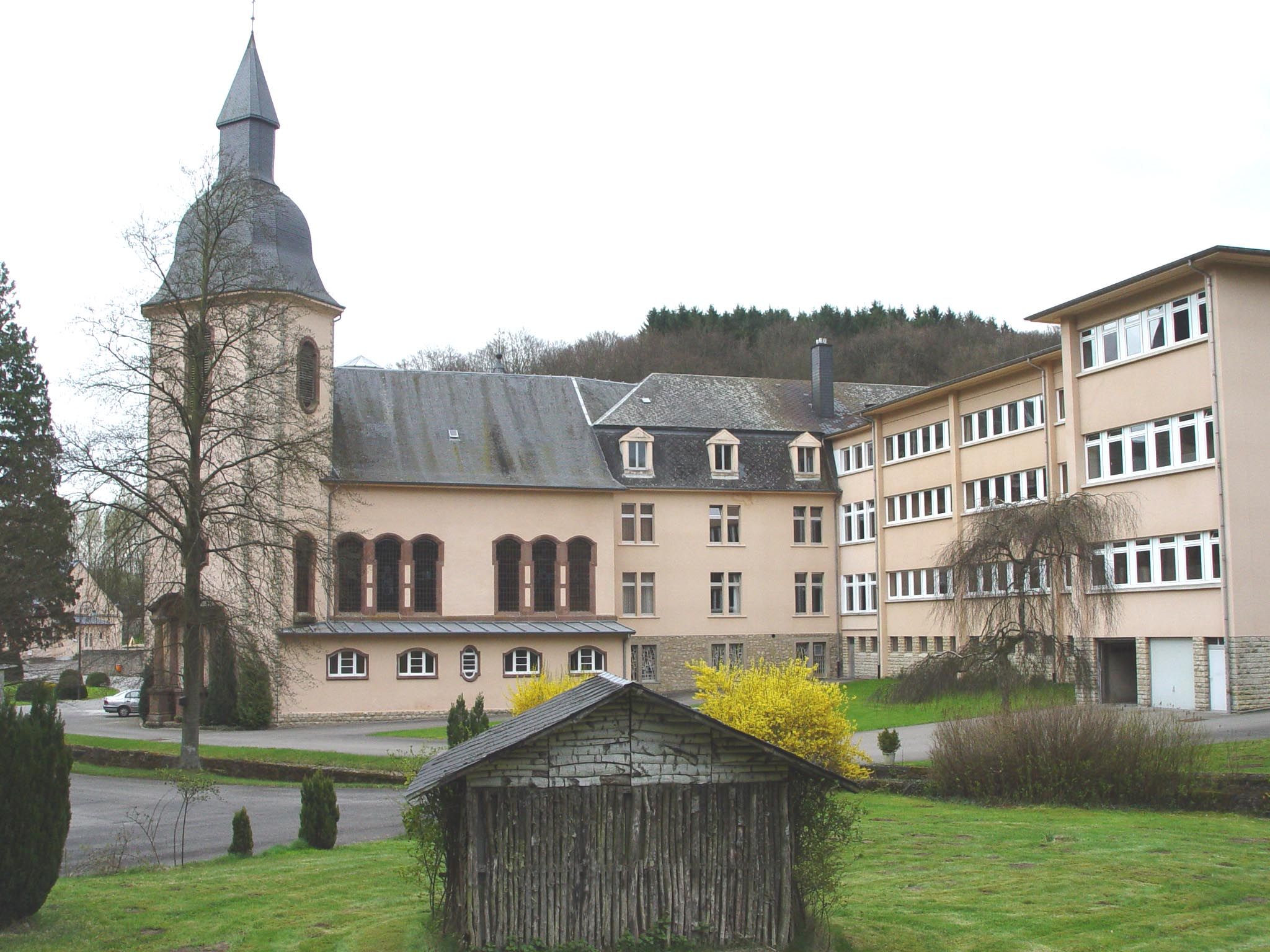
Vue de l'ancienne école apostolique de Clairefontaine, aujourd'hui centre de location de salles et d'hébergement pour conférences.

### Afrique

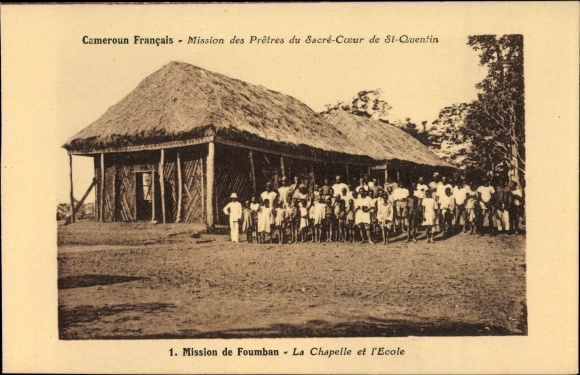
Mission au Cameroun dans les années 1920.

En 1897, le P. Dehon accepte la mission du Congo. Le P. Émile Grison, futur premier vicaire apostolique de Stanley Falls, célèbre la messe de Noël 1897 à la mission de Saint-Gabriel, près de Stanleyville (Kisangani aujourd'hui). En 1898, les Dehoniens vont en Tunisie, où ils ne restent que deux ans. En 1910, ils ouvrent une mission au Cameroun (alors colonie allemande). Longtemps aidée par l'ancienne Province de France, c'est aujourd'hui une province autonome qui a son propre recrutement de vocations. En 1923, la préfecture apostolique du Gariep, en Afrique du Sud est confiée aux prêtres du Sacré-Cœur allemands. Ils y ont aujourd'hui une maison de formation, En 1947, les premiers Dehoniens italiens vont au Mozambique (colonie portugaise). En 1974, les Italiens de la province d'Italie méridionale s'installent à Madagascar, auxquels se sont joints en 1982 les Dehoniens portugais

### Asie
Le territoire du sud de Sumatra (Indes néerlandaises) est accordé à la congrégation le 27 décembre 1923. Les trois premiers Dehoniens (deux pères et un frère) y arrivent le 23 septembre 1924. Ensuite c'est à la mission des Philippines d'ouvrir. Cette mission est tout de suite confiée aux religieux de diverses provinces de la congrégation. Elle est aujourd'hui florissante. En 2013, un nouveau district voit le jour au Viêt Nam. Il comprend alors une vingtaine de jeunes en formation se préparant à entrer dans la congrégation, dix prêtres et sept religieux en formation. La dernière mission est celle d'Inde qui donne déjà des vocations en ce début du XXIe siècle.

### Amériques
C'est en Amérique latine qu'est envoyée la première mission ad gentes des Dehoniens. En 1888, le P. Dehon envoie des religieux à Quito, mais ils n'y restent que jusqu'en 1896, à cause du gouvernement du pays qui était maçonnique et qui les expulse. Deux communautés existent aujourd'hui en Équateur. En 1893, l'apostolat social au Nord-Est du Brésil commence. En 1913, la présence dehonienne s'étend jusqu'au Brésil méridional. En 1938, un premier groupe de Dehoniens hollandais, italiens et espagnols se rend en Argentine et en 1940 une paroisse d'Uruguay est confiée à la congrégation à Montevideo. En 1950, les Dehoniens s'installent au Chili. En 1953, des missionnaires espagnols commencent leur activité au Venezuela.
En 1910, quatre Dehoniens partent pour le Canada. En 1920, la congrégation s'implante aux États-Unis et en 1923 ouvre la mission de Lower Brule, au Dakota du Sud. En 1927, le Père Hogebach reçoit l'autorisation de procéder à l'achat du campus du collège de Columbus à Chamberlain, dans le Dakota du Sud (SD) pour 40 000 dollars. Puis, la même année, le Père Hogebach inaugure sur ce campus la Saint Joseph's Indian School avec initialement 53 garçons et filles d'ethnie Lakota. L'école a depuis prospéré et continue de nos jours son enseignement, ainsi que de nombreuses activités sociales et culturelles destinées aux Indiens Lakotas.

## Supérieurs généraux
- Vénérable Léon Dehon (28 juin 1878 - 12 août 1925)
- Joseph Philippe (20 janvier 1926 - 24 octobre 1935), évêque de Luxembourg
- Theodorus Govaart (24 octobre 1935 - 7 septembre 1953)
- Alphons Lellig (11 janvier 1954 - 13 décembre 1958)
- Joseph de Palma (15 juillet 1959 - 6 juin 1967)
- Albert Bourgeois (6 juin 1967 - 6 juin 1979)
- Antonio  Panteghini (6 juin 1979 - 24 mai 1991)
- Virginio Bressanelli (24 mai 1991 - 27 mai 2003), nommé évêque coadjuteur de Neuquén
- José Ornelas Carvalho (27 mai 2003 - 25 mai 2015), nommé évêque de Setúbal
- Heiner Wilmer (25 mai 2015 - 6 avril 2018), nommé évêque de Hildesheim
- Carlos Luis Suárez Codorniú (20 juillet 2018 -)

## Membres fameux
- Vénérable Léon Dehon (1843 - 1925), fondateur
- Émile Grison (1860 - 1942), fondateur de la mission de Stanley Falls
- Bienheureux Juan Maria de la Cruz García Méndez (1891 - 1936), martyr en Espagne
- Paul Bouque (1896 - 1979), évêque au Cameroun
- Cor van der Peet (1900 - 1987), compositeur
- Joseph Wittebols (1912 - 1964), missionnaire, évêque, assassiné à Wamba (Congo-Kinshasa) en 1964
- Renaat De Ceulaer (1929-), missionnaire belge, directeur du musée des missions de la SCJ de la rue Cattoir de Bruxelles

## Missionnaires assassinés
- Le P. José Manuel de Jesús Ferreira[12], 39 ans de nationalité vénézuélienne, est assassiné à Caracas le 20 octobre 2019. Il était entré chez les Dehoniens à l'âge de vingt ans et a été ordonné prêtre en 2009.
- À Stanleyville en 1964 pendant la révolte des Simbas:

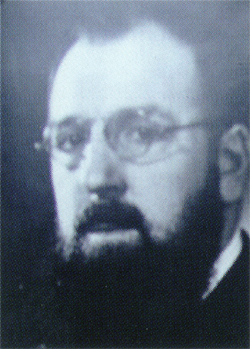
Père Hendrik Van der Vegt (1909, SCJ), Néerlandais
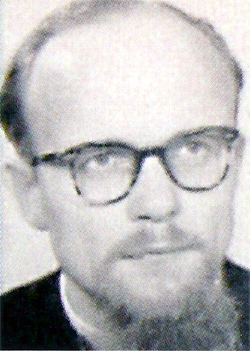
Pater Hendrik Verberne (1924, SCJ), Néerlandais
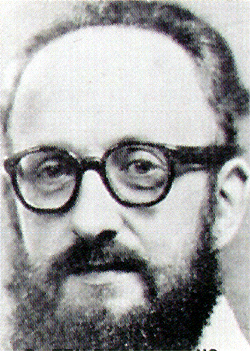
Père Frans Ten Bosch (1913, SCJ), Néerlandais
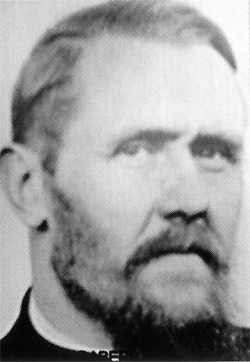
Frère Martin Brabers (1905, SCJ), Néerlandais
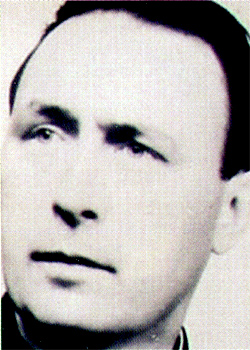
Père Jozef Conrad (1915, SCJ), Luxembourgeois
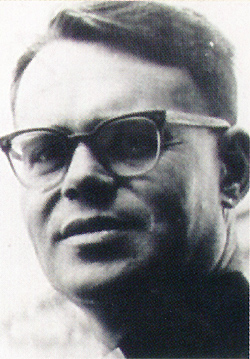
Père Amour Aubert (1927, SCJ), Belge
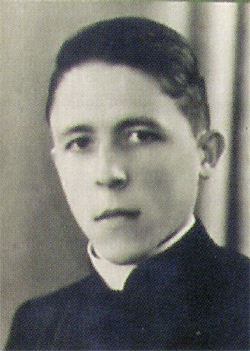
Frère Aloysius Paps (1921, SCJ), Belge
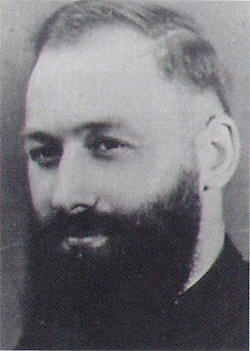
Père Jean Trausch (1918, SCJ), Luxembourgeois
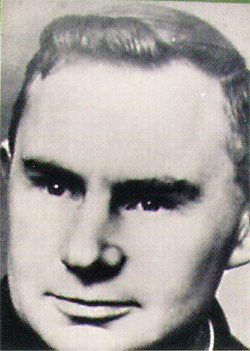
Frère Hendrik Vanderbeek (1912, SCJ), Belge
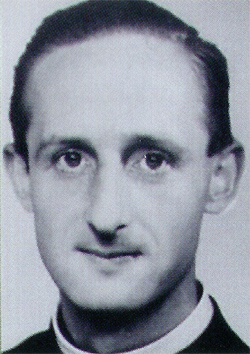
Père Gerard Nieuwkamp (1932, SCJ), Néerlandais

- À Wamba pendant la révolte des Simbas:

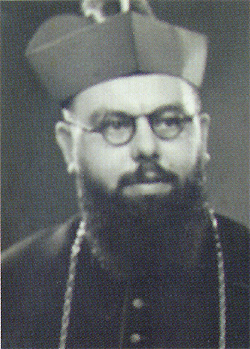
Monseigneur Joseph Wittebols (1912, SCJ), Belge
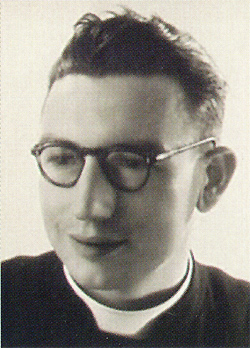
Père Karel Bellinckx (1913, SCJ), Belge
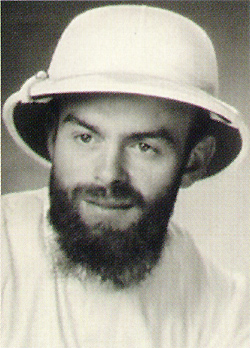
Père Christianus Vandael (1929, SCJ), Belge
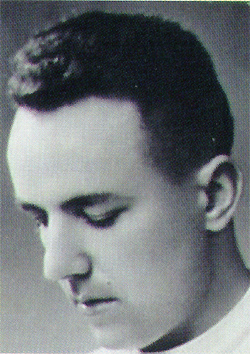
Père Jérôme Vandemoere (1932, SCJ), Belge
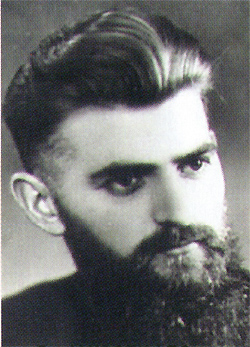
Père Leo Janssen (1926, SCJ), Belge
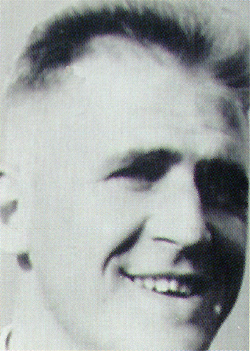
Père Clément Burnotte (1930, SCJ), Belge
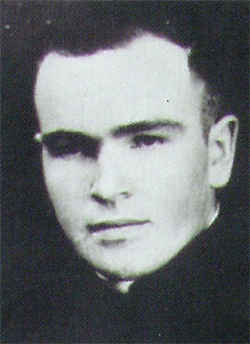
Père Jacques Moreau (1934, SCJ), Belge
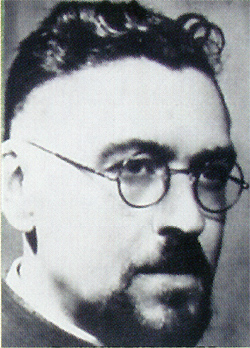
Frère André Laureys (1913, SCJ), Belge

- À Bafwasende pendant la révolte des Simbas en 1964:

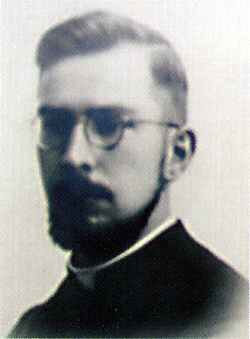
Père Jan De Vries (1911, SCJ), Néerlandais
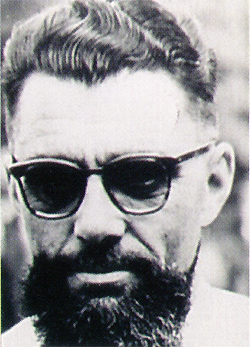
Hendrik Hams
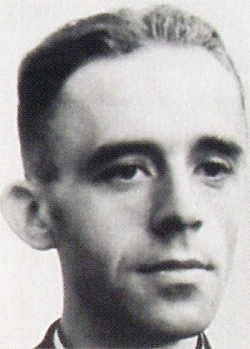
Piet van den Biggelaar
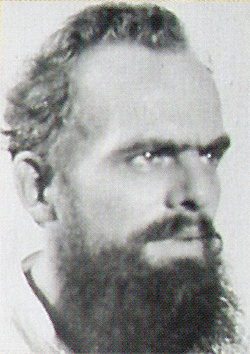
Arnold Schouenberg
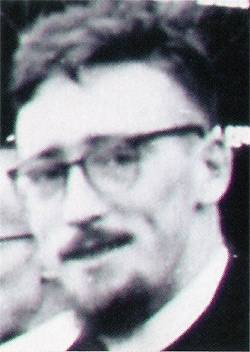
Jan Slenter
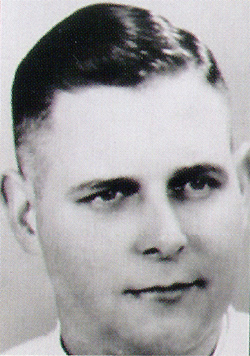
Wim Vranken
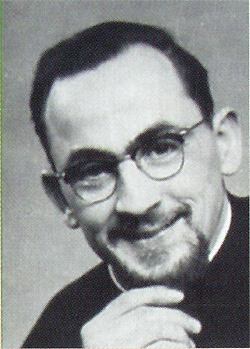
Frère Willem Schouenberg